# Paúl (concelho)
Paúl – jedno z dwudziestu dwóch concelhos w Republice Zielonego Przylądka. Położone jest na wyspie Santo Antão. Powstało w 1971 poprzez podział byłego concelho São Antão. W Paúl znajduje się tylko jedna parafia, Santo António das Pombas.

## Miejscowości
- Curral da Russa
- Janela
- Pombas

## Demografia
| Populacja Paúl (1940—2010) | Populacja Paúl (1940—2010) | Populacja Paúl (1940—2010) | Populacja Paúl (1940—2010) | Populacja Paúl (1940—2010) | Populacja Paúl (1940—2010) | Populacja Paúl (1940—2010) | Populacja Paúl (1940—2010) |
| -------------------------- | -------------------------- | -------------------------- | -------------------------- | -------------------------- | -------------------------- | -------------------------- | -------------------------- |
| 1940                       | 1950                       | 1960                       | 1970                       | 1980                       | 1990                       | 2000                       | 2010                       |
| 5845                       | 5370                       | 6024                       | 8000                       | 7983                       | 8121                       | 8385                       | 6997                       |

## Historia
Concelho Paúl zostało stworzone w 1971, kiedy concelho São Antão podzieliło się na trzy inne: Ribeira Grande, Porto Novo i właśnie Paúl.